# Zenicomus photuroides
Zenicomus photuroides là một loài bọ cánh cứng trong họ Cerambycidae.